# Рвані черевики
«Рвані черевики» — перший радянський дитячий звуковий художній фільм Маргарити Барської про участь дітей робітників у страйковому русі. Вийшов на екрани СРСР 17 грудня 1933 року.

## Сюжет
Дія відбувається на початку 1930-х років. Трирічний Буббі, син безробітного, розшукує на смітниках всяку мізерію, яку можна було б продати. На ці жалюгідні копійки змушена жити вся сім'я. Кожен день виходить Буббі «на роботу» у величезних рваних черевиках свого старшого брата-школяра. Діти пролетарів вже зі шкільної лави залучаються до революційної боротьби, яку ведуть їхні батьки і старші брати. Допомагаючи страйку докерів, хлопці переслідують штрейкбрехерів. У школі, де вчиться брат Буббі, вони бойкотують синів штрейкбрехерів. Наймані кати, прислужники капіталістів прагнуть жорстоко придушити революційний рух. Фашисти стріляють в безробітних демонстрантів. Від фашистської кулі гине маленький Буббі.

## У ролях
Імена виконавців дитячих ролей Буббі, Петера, «Горобця», Емми, Вальтера та інших в титрах не вказані.
- Михайло Климов —  пастор
- Клавдія Половикова —  сліпа
- Віра Альохіна —  вчителька
- Іван Новосельцев —  батько Вальтера
- Анна Чекулаєва —  мати
- Володимир Уральський —  шпик
- Ольга Базанова — епізод
- Конрад Вольф — епізод
- Лев Лосєв — епізод
- Микола Лосєв — епізод
- Георгій Мілляр —  перехожий
- Володимир Михайлов —  перехожий
- Наталія Садовська — епізод
- Олександр Тімонтаєв —  поліцейський
- Микола Ярочкін —  робітник

## Знімальна група
- Автор сценарію і режисер: Маргарита Барська
- Оператори: Георгій Бобров, Саркіс Геворкян
- Художник-постановник: Володимир Єгоров
- Композитор: Віссаріон Шебалін
- Звукооператор: Е. Деруп
- Асистенти режисера: В. Симбірцев, М. Васильєва
- Директор групи М. Леонов